# Farní sbor Českobratrské církve evangelické v Semtěši
Farní sbor Českobratrské církve evangelické v Semtěši je sborem Českobratrské církve evangelické v Semtěši. Sbor spadá pod Chrudimský seniorát.
Sbor byl založen roku 1782. Současný kostel byl vystavěn v letech 1860–3.
Sbor není obsazen, administruje farář Jan Plecháček, kurátorem sboru Josef Ruml.
Roku 2021 schválil synod sloučení sboru v Semtěši se sborem v Čáslavi.

## Faráři sboru
- Jan Pelíšek
- František Dobiáš (1931–1966)
- Milan Balabán (1966–1971)
- Hynek Schuster (2002–2012)